# Nils Matsson Kiöping
Nils Matsson Kiöping (né vers 1621 à Arboga - décédé en 1680 à Stockholm) était un écrivain de voyage et un officier de marine suédois.

## Biographie
Nils Matsson Kiöping est né vers 1621 à Arboga, a grandi à Köping dans le Västmanland et est mort en 1680 à Stockholm. Son père, Matthias Nicolai Thunæmontanus, est prêtre. Sa mère, Malin Carlsdotter, est probablement la fille illégitime du noble Carl Gustafsson Stenbock. Ce lien familial non officiel avec la noblesse semble avoir eu un grand impact sur la façon dont sa vie a pris forme.
Après des études à Uppsala à partir de 1641, Nils Matsson Kiöping reçoit en 1647 la recommandation de la reine Christine pour un voyage à l'étranger. C'est le début de près de neuf années d'errance en mer le long des côtes d'Afrique et d'Asie, de 1647 à 1656, au service de la Compagnie néerlandaise des Indes orientales, entre autres.  Il travaille comme soldat, interprète et secrétaire aux Indes orientales, à Java et en Perse et visite le sud de la Chine et Taïwan en 1655. En 1656, il retourne en Suède et devient lieutenant dans la marine. Il participe aux batailles navales de Mön en 1657 et de l'Öresund en 1658.
En 1660, Nils Matsso est licencié de la marine. Il fonde une famille et vit dans de mauvaises conditions près de Danvikstull sur Södermalm à Stockholm, soutenu financièrement par son puissant employeur, Per Brahe le Jeune. Il écrit le premier grand récit de voyage asiatique en suédois. Il est publié en 1667 par l'imprimeur du comte Per Brahe le Jeune à Visingsö, le centre du comté de Brahe. La publication de ce récit, qui contient de nombreuses informations sur la flore, la faune et les populations d'Asie, reflète au moins partiellement les ambitions politiques de la Suède à l'époque. Le récit de voyage de Nils Matsson Kiöping compte 136 pages, soit environ la moitié du volume publié en 1667. Le reste du contenu de l'ouvrage est constitué d'une traduction très abrégée (47 p.) du livre du Belge François Caron sur le Japon (1636), d'une autre description du Japon (62 p.) écrite par Olof Eriksson Willman (vers 1620 - vers 1673), et d'une description de dix pages du voyage par voie terrestre d'un diplomate russe anonyme de Moscou à la Chine. De nouvelles éditions sont publiées en 1674, 1743, 1759, 1790 et 2016.
Ironiquement, ce globe-trotter, qui a survécu à la fois aux batailles maritimes et aux naufrages, semble avoir terminé ses jours vers l'âge de 59 ans en se noyant à Stockholm.